# Hospital Episcopal San Lucas
Desde sus inicios en 1907 el compromiso del Centro Médico Episcopal San Lucas con la salud de todos los puertorriqueños ha estado presente en cada uno de los 350 miembros de su Facultad Médica. La institución cuenta con especialistas en Pediatría, Ginecología, Medicina Interna, Medicina de Familia, Cirugía General, Medicina de Emergencia, y el Instituto Cardiovascular. Además, cuentan con las subespecialidades de Gastroenterología, Neumología, Infectología, Cuidado Crítico, Cirugía vascular, Cardiotorácica, Urólogos, Cirugía Pediátrica, Ortopedas, Oftalmólogos y Medicina Materno Fetal. 
En Puerto Rico solo existen dos especialistas en Medicina Materno Fetal y uno se encuentra en el Centro Médico Episcopal San Lucas. Se trata de un ginecólogo - obstetra con una subespecialidad en medicina Materno Fetal, que atiende embarazos de alto riesgo de toda el área sur y oeste. El 50 por ciento de los facultativos forma parte de los programas de educación médica graduada y todos son profesionales fielmente comprometidos con la salud. Entre los principales atributos del Centro Médico Episcopal San Lucas valorar la calidad de vida, brindar el servicio que necesita la comunidad 24/7 y siempre estar listo y preparado para asistir en los cuidados preventivos de cada paciente, en su hospitalización o tratamientos ambulatorios y en el cuidado en el hogar. 

## Sobre San Lucas
- Somos el único hospital terciario académico en el área suroeste con 350 camas licenciadas por el Departamento de Salud.
- Contamos con la Sala de Emergencia Adulto y Pediátrica más grande de la región.
- Una Sala de Emergencia Satelital para acercar servicios a todos los pacientes: Centro de Emergencia y Medicina Integrada o CEMI ubicada en el Tuque de Ponce.
- El Instituto Cardiovascular San Lucas ha brindado servicios por más de 48 años y cuenta con especialistas y subespecialista para el cuidado de tu corazón
- Contamos con el único Centro de Medicina Fetal de la región con un subespecialista en Perinatología.
- Clínica de Medicina y Cirugía Bariátrica acreditada con servicios de cirugía, enfermería, trabajo social, nutrición y terapia física.
- Sobre 300 médicos con más de 30 especialidades y subespecialistas
- Sobre 500 estudiantes por semestre de distintas profesiones de la salud en el Programa de Educación Médica Graduada San Lucas.
- Entidad hospitalaria académica privada más grande en Puerto Rico con 7 programas de Educación Médica Graduada acreditadas por el ACGME con 113 Residentes y 1 Fellow en Cardiología.
- Uno de los empleadores más grandes del área sur con sobre 1,500 empleados directos e indirectos.
- Es el único Hospital HUB de la región certificado por el Departamento de Salud Federal y Estatal para atender emergencias en casos de desastres naturales u otras catástrofes.

## Recuento Histórico
El Centro Médico Episcopal San Lucas cuenta con 112 AÑOS DE HISTORIA
Nuestra misión es brindar un servicio de excelencia fundado en la filosofía de la Iglesia Episcopal, y nos comprometemos en seguir expandiendo nuestros servicios a la comunidad y los programas de enseñanza para continuar contribuyendo al desarrollo de Puerto Rico.
- 1872: JUNIO DE 1872 Llega a Puerto Rico el Obispo W.W. Jackson y funda en Ponce la Primera Iglesia Episcopal, dedicada a la Santísima Trinidad. En 1872 cuando Puerto Rico aún pertenecía a la corona española llega a la isla el Obispo de Antigua, Rev. Padre William Williams Jackson quien establece en la ciudad de Ponce la primera Iglesia Episcopal en Puerto Rico.
- 1906: En el1906, un grupo de miembros de esa parroquia empieza a construir un hospital en Ponce.
- 1907: En 1907, con el apoyo de la Sociedad Misionera de la Iglesia Episcopal Americana se hizo posible la construcción del antiguo Hospital San Lucas. 28 DE OCTUBRE DE 1907 Se abren las puertas del Hospital San Lucas.
- 1912: En 1912, se agrega una segunda planta, construida con techos de zinc, escaleras y balcones de madera, a la usanza de las antiguas casonas puertorriqueñas. En esa época se funda la reconocida Escuela de Enfermeras del Hospital San Lucas.
- 1931: El terremoto de 1919 y el temporal San Felipe de 1928 destruyen las facilidades del hospital, pero en 1931 surge un nuevo edificio, más amplio y moderno.
- 1945: Establecen el Departamento de Trabajo Social. En 1945, el Hospital San Lucas se convierte en pionero de servicios de salud que integran los aspectos físicos, mentales y espirituales del individuo.
- 1948: Inicia el Programa de Educación Graduada con la especialidad de Medicina Interna.
- 1965: Construye una moderna Unidad de Maternidad.
- 1972: 27 DE ENERO DE 1972 El Hospital es transferido a la Iglesia Episcopal Puertorriqueña.
- 1973:  Servicios de Salud en el Hogar y Hospicio San Lucas opera como institución independiente y recibe la acreditación del Community Health Accreditation Program.
- 1993: Se establece servicio de Parto Natural con clases de parto sin temor y servicios de Intensivo Neonatal.
- 1994: Surge el Centro Mamográfico y Cuidado del Seno.
- 2000: Hospital San Lucas adquiere oficialmente las instalaciones del antiguo Hospital de Distrito.
- 2007: Se inaugura la Torre Médica San Lucas con capacidad para 90 oficinas médicas y 490 estacionamientos. Apertura de la Torre Cardiovascular
- 2009: Apertura de las Salas Cardiovasculares
- 2010: Apertura del Centro de Emergencia y Medicina Integrado -CEMI- ubicado en el Tuque de Ponce.
- 2016: Apertura de la Clínica de Medicina y Cirugía Bariátrica Inicia el Programa de Educación Graduada con subespecialidad en Cardiología.
- 2017: Apertura del Centro de Medicina Fetal.
- 2018: Apertura del Centro de Emergencias de Salud Familiar CESF.
- 2019: Acreditación Clínica de Medicina y Cirugía bariátrica. Inauguración de la Unidad Deluxe del Centro Médico Episcopal San Lucas con modernas facilidades. El Hospital San Lucas pasa a ser Centro Médico Episcopal San Lucas.